# Četinjače
Četinjače (borovinice; lat. Pinophyta) su skupina biljaka koje pripadaju u golosjemenjače i obuhvaćaju 630 suvremenih vrsta.
Listovi četinjača obično su iglice, mogu biti kratke, kao kod tise (oko 1,5 cm) ili dugačke i do 25 cm, kao kod američkog borovca. Neke četinjače (kao što su tuja i čempres) umjesto iglica imaju listove u obliku ljuskica. Četinjače rastu uglavnom kao šumsko drveće, a neke vrste imaju oblik grmlja. Uglavnom rastu na sjevernoj polutki u subarktičkoj zoni i zauzimaju ogromna prostranstva Skandinavije, Rusije i Kanade.
Reproduktivni organi četinjača organizirani su u češere. U muškim češerima nastaju peludna zrna. Ona su kod četinjača prilagođena oprašivanju pomoću vjetra ili životinja. Pelud se može prenijeti na velike udaljenosti. Za proces oplodnje nije neophodna voda.

## Brojevi vrsta
Kod četinjača je 2023. g. priznato 836 vrsta i postoji još 3185 sinonima.

## Razredi
1. Cordaitopsida Lesquereux, 1880 †
2. Pinopsida Burnett, 1835
  1. Pinales Gorozh.

## Galerija
- Tisa
- Araukarija
- Češeri sekvoje
- Ariš
- Obični čempres
- Obična borovica
- Japanska kriptomerija
- Kuningamija